# 邦達爾尼亞
50°41′36″N 29°46′10″E / 50.69333°N 29.76944°E
邦達爾尼亞（烏克蘭語：Бондарня）是位於烏克蘭北部的村莊，由基辅州布恰区的博罗江卡市镇負責管轄。該村始建於1868年，面積0.33平方公里，海拔高度150米，2001年人口54，人口密度每平方公里163.6人。